# EMF-Messung

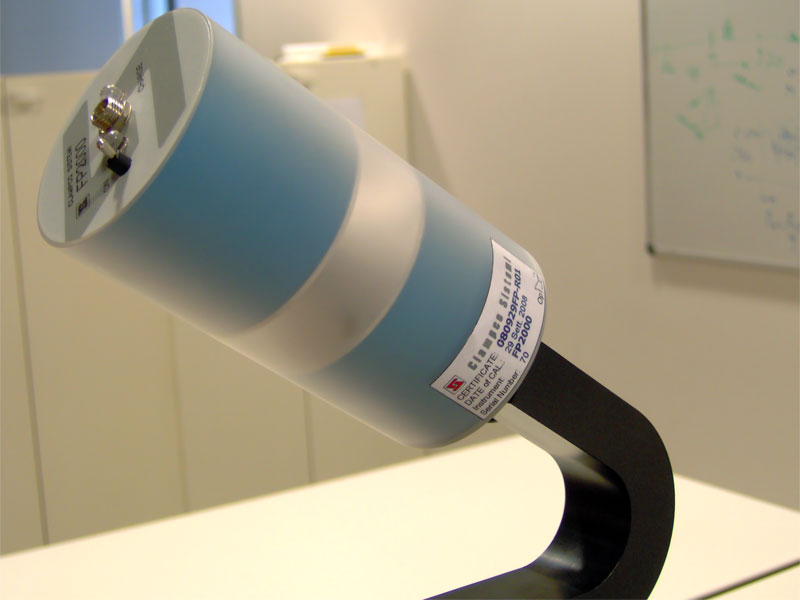
Sonde für elektrisches Feld FP2000 (Frequenzband 100 kHz–2500 MHz)

EMF-Messungen sind Messungen der elektromagnetischen Felder mit Sonden oder Sensoren. Auch wenn sie mit anderen Eigenschaften hergestellt werden, können diese Sonden in der Regel als normale Antennen betrachtet werden. Um genaue und sichere Messungen zu erhalten, müssen die Sonden einerseits das elektromagnetische Feld nicht stören, andererseits Kupplungen und Reflexionen meiden. Die EMF-Messungen werden immer wichtiger und in unzähligen Kontexten verwendet, um die nicht-ionisierende Ausstrahlung, der Menschen und die Umwelt ausgesetzt sind, genau festzustellen. Gemäß einer ersten Klassifizierung kann man zwischen zwei verschiedenen Arten von EMF-Messungen unterscheiden:
- Breitbandmessungen, die mit einer Breitbandsonde durchgeführt werden, die die Signale innerhalb eines breiten Frequenzbandes identifizieren kann und normalerweise aus drei verschiedenen Detektor-Dioden hergestellt ist;
- Selektive Messungen in Frequenz; in diesem Fall besteht das Messungssystem aus einer Antenne und einem selektiven Empfangsgerät oder einem Spektrumanalysator, mit dem man das erwünschte Frequenzband genau kontrollieren kann.

Die Sonden unterscheiden sich auch nach der Art der Messung, die man durchführen möchte.

## Ideale isotropische Messungen

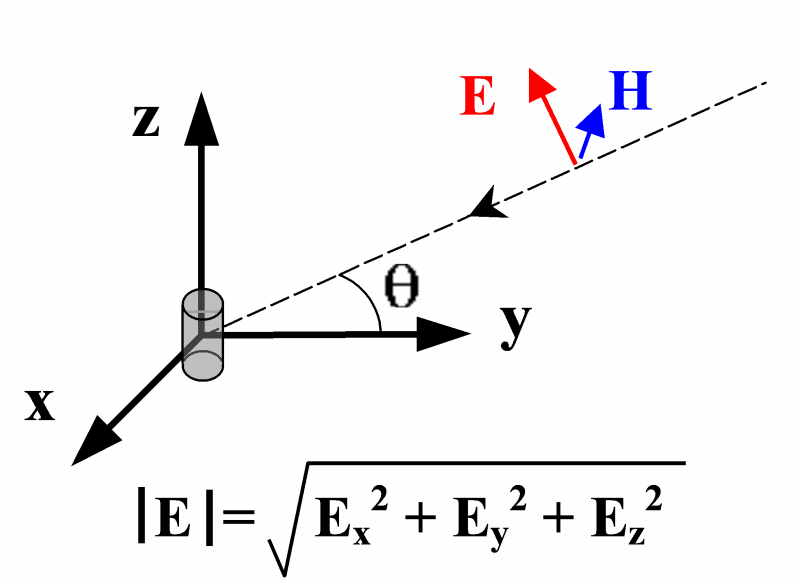
Projektion des Felds E in einem orthogonalen Richtungssystem

In diesem Fall werden die EMF-Messungen durch einen Sensor des elektrischen (E) oder magnetischen (M) Feldes erhalten, der isotropisch, mono-axial, passiv oder aktiv sein kann. Ein omnidirektionaler und mono-axialer Sensor ist ein Gerät, das den elektrischen (in diesem Fall handelt es sich um einen Sensor, der mit einem kurzen Dipol ausgestattet ist) oder das linear in einer bestimmten Lage polarisierte magnetische Feld erhebt.
Da eine mono-axiale Sonde verwendet wird, müssen drei verschiedene Messungen durchgeführt werden; eine für jede orthogonale Richtung, in der die Achse des Sensors gestellt wird.
Zum Beispiel kann man eine Sonde verwenden, um die Komponente des elektrischen Feldes zu erheben, die parallel zur Richtung der eigenen Symmetrieachse verläuft. Wenn man unter diesen Umständen E die Größe des einfallenden elektrischen Feldes und θ die Größe des zwischen der Sensorachse und der Richtung des elektrischen Feldes bestehenden Winkel nennt, ist das Signal der Art | E | cos θ (rechts). So kann man die gesamte Größe des Feldes in der folgenden Form ausdrücken:
{\displaystyle |E|={\sqrt {E_{x}^{2}+E_{y}^{2}+E_{z}^{2}}}}
oder für das magnetische Feld
{\displaystyle |H|={\sqrt {H_{x}^{2}+H_{y}^{2}+H_{z}^{2}}}}

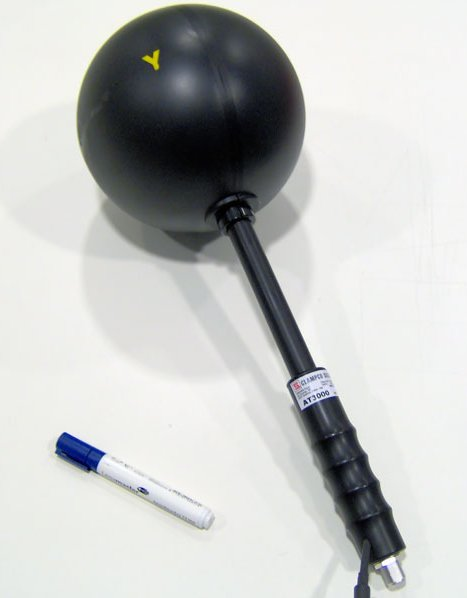
Isotropische Antenne AT3000 (passive Sonde, für ein Frequenzband von 20 MHz bis zu 3000 MHz)

Da die Gesamtgröße des Feldes durch drei Messungen erhoben werden kann, vereinfacht eine tri-axiale Sonde die Messprozedur, weil in diesem Fall die Position des Sensors nicht geändert werden muss; da die Geometrie des Gerätes aus drei unabhängigen Breitbandsensoren, die in orthogonalen Richtungen aufgestellt sind, besteht, muss man die Position des Sensors nicht ändern. Der Ausgang jedes einzelnen Messelementes wird in drei konsekutiven Zeiträumen kalkuliert mit der Annahme, dass die Feldkomponenten sich in der Zeit nicht verändern.

## Aktive und passive Sensoren
Aktive Sensoren sind Geräte, die aktive Komponenten enthalten; normalerweise ermöglichen die aktiven Sensoren genauere Messungen als die passiven. Die von einer passiven Antenne oder einem passiven Sensor empfangene Energie wird einem RF-Verbinder weitergeleitet. Dieses Signal wird dann vom Spektrumanalysator gemessen. Es ist aber zu beachten, dass sich die Eigenschaften des Feldes ändern könnten, vor allem bei einem nahe gelegenen Feld.
Eine effizientere Lösung könnte allerdings darin bestehen, dass man die von der Sonde erhobenen Komponenten des elektrischen oder magnetischen Feld auf eine optische Faser überträgt.

Die aus einer elektro-optischen Empfangsantenne bestehende Systemsbasiskomponente kann die Komponenten des elektrischen oder magnetischen Feldes, die dann als elektrisches Signal für einen optoelektronischen Konverter zur Verfügung gestellt werden, auf eine optische Faser übertragen.

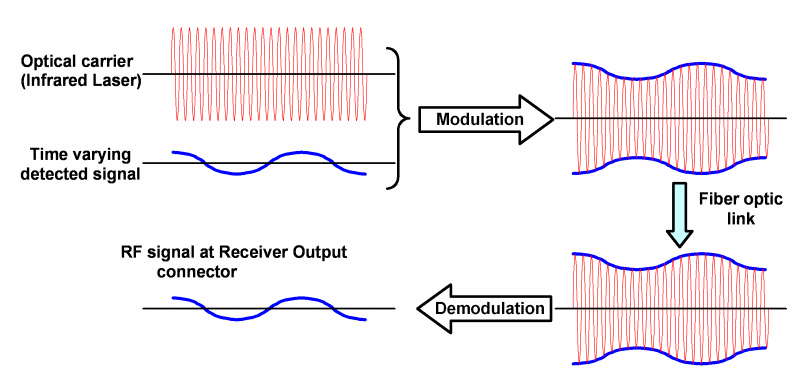

Das optisch modulierte Übertragungsmittel wird durch eine Verbindung mit einer optischen Faser zu einem Konverter übertragen, der das modulierende Signal herausnimmt und es in ein elektrisches Signal umwandelt. Es wird mit einem gewöhnlichen 50 Ω RF Kabel übertragen.

## Isotropische Abweichung

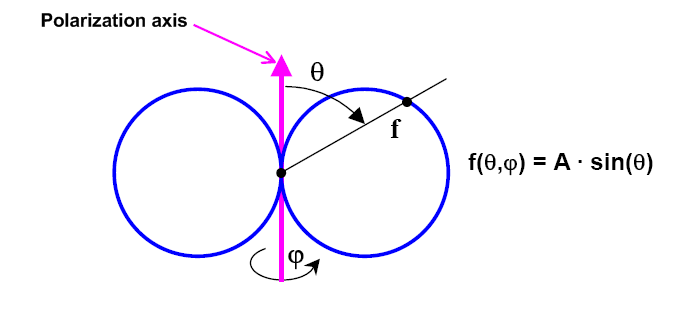
Ausstrahlungsdiagramm eines kurzen Dipols

In den EMF-Messungen beschreibt die isotropische Abweichung die Genauigkeit der Feldintensitäten unabhängig von der Sondenorientierung. Wenn das Feld in einer X, Y, Z orthogonalen Konfiguration in der folgenden Form gegeben werden kann:
{\displaystyle |E|={\sqrt {E_{x}^{2}+E_{y}^{2}+E_{z}^{2}}}}
Eine ausreichende Bedingung, um diese Aussageform für jede Dreizahl der orthogonalen Koordinaten (X,Y,Z) wahr zu machen, erhält man, wenn sich das Sondenausstrahlungsdiagramm so nahe wie möglich am kurzen Dipol-Diagramm nährt (?). Das Diagramm dieses kurzen Dipols kann in folgender Form ausgedrückt werden:
{\displaystyle f(\theta ,\phi )=A\cdot \sin(\theta )},
wo A eine Frequenzfunktion ist.
Der Unterschied zwischen dem idealen Ausstrahlungsdiagramm des kurzen Dipols und dem realen der Sonde, wird mit dem Begriff „isotropische Abweichung“ gekennzeichnet.